# Gustavo Santos Costa
Gustavo Santos Costa (sinh ngày 25 tháng 6 năm 1996) thường được gọi với tên Gustavo Balotelli là một cầu thủ bóng đá người Brasil chơi ở vị trí tiền đạo.
Trước khi thi đấu tại Việt Nam, Gustavo đã từng chơi cho Nagoya Grampus (J1 League) và Roasso Kumamoto (J2 League).

## Sự nghiệp

### Nagoya Grampus
Gustavo có trận ra mắt J. League Division 1 cho Nagoya Grampus vào ngày 18 tháng 10 năm 2014, trước Sanfrecce Hiroshima tại Sân vận động Edion Hiroshima ở Hiroshima, Nhật Bản. Anh vào sân ở phút 72 để thay thế Riki Matsuda. Gustavo và câu lạc bộ của anh ấy đã bị đánh bại 4-0. Gustavo và tám cầu thủ khác đã được Nagoya Grampus giải phóng hợp đồng vào ngày 10 tháng 11 năm 2016, sau khi câu lạc bộ xuống hạng J2 League.

### Roasso Kumamoto
Gustavo gia nhập Roasso Kumamoto từ Nagoya Grampus vào ngày 19 tháng 12 năm 2016.

### Sài Gòn
Năm 2018, anh chuyển đến Việt Nam thi đấu cho câu lạc bộ Thành phố Hồ Chí Minh dưới thời huấn luyện viên Toshiya Miura. Trong trận derby thành phố với Sài Gòn ở vòng 3 V.League 2018, Gustavo đã ghi được 1 bàn thắng. Sau đó, anh đã rời câu lạc bộ vì chấn thương bắp đùi nặng và về quê nhà Brasil chữa trị.

### Đông Á Thanh Hóa
Đầu năm 2022, Gustavo trở lại Việt Nam để thi đấu cho câu lạc bộ Sài Gòn. Trong màu áo Sài Gòn, anh ra sân 7 trận và ghi 3 bàn thắng. Sau đó, Gustavo chuyển sang khoác áo Thanh Hóa ở giai đoạn 2 V.League 2022.